# Arthur Joseph Curry (Aquaman II)
Arthur Joseph Curry es el segundo superhéroe de DC Comics conocido como Aquaman. Fue creado por Kurt Busiek y Jackson Guice, apareciendo por primera vez en el arco Aquaman: Sword of Atlantis de las páginas de Aquaman Vol.6 #40 (del mes de mayo de 2006). Como parte del evento Un año después de DC Comics, la serie de Aquaman pasó a llamarse como el evento que describe, Aquaman: Sword of Atlantis, a partir del número 40 (del mes de mayo de 2006). En la nueva historia en desarrollo incluiría a un nuevo personaje principal, y a un nuevo elenco de apoyo y la inclusión de historias de espada y hechicería de fantasía para la serie. El personaje fue de corta duración, y no se vio mucho de él antes de la resurrección de Aquaman en 2010, durante el evento de La noche más oscura, y no aparecería en el reboot de la continuidad del Universo DC de los Nuevos 52.

## Historia ficticia del personaje
La historia de Arthur se asemeja a las versión original de Aquaman. Mientras aguardaba un viaje a Miami, Florida, un misterioso joven llamado Arthur Joseph Curry es arrastrado por mar cuando una tormenta tropical destruye el contenedor de una embarcación en el que se encontraba. Este Arthur Curry, al igual que el Aquaman de la Edad de Oro, es hijo del oceanobiólogo el doctor Phillip Curry. La madre de Arthur, Elaine, murió en el parto y este doctor Curry se vio obligado a usar un suero mutagénico en su hijo cuando nació tres meses antes del tiempo normal de gestación, naciendo por cesárea. Arthur habría vivido toda su vida en un tanque principal de las instalaciones de investigación de su padre en Avalon Cay, siendo su única ventana al mundo exterior la televisión.
Poco tiempo después de su llegada al mar, Arthur sería contactado mentalmente por el misterioso "Morador de las profundidades", un humanoide deformado con tentáculos en lugar de cabello y una mano izquierda hecha de agua. El morador lo insta a ayudar a King Shark, quien todavía tiene cicatrices de una batalla anterior con el anterior Aquaman durante la reciente Crisis . El Morador, que confunde a Arthur Joseph con el Aquaman original y llamándolo "encargado", le cuenta a Arthur y a King Shark una profecía sobre el futuro de Arthur, una profecía que parecía ser una versión distorsionada de la historia original de Aquaman. El Morador revela que el Aquaman original se "transformó en uno parecido a un gran y terrible enemigo de su gente y se convirtió en una antigua, terrible y extraño ser de un barco".
El primer viaje de Arthur le hace conocer a muchos de los personajes secundarios de Aquaman, incluido a Mera, los Sea Devils, Vulko y, finalmente, Ocean Master. Durante esta aventura, el Morador se da cuenta  progresivamente que es él mismo Aquaman original, a pesar de no tener memoria de su vida anterior.
Más tarde, Arthur encuentra a un calamar humanoide llamado Topo, un joven ingenuo atraído por superhéroes y que busca convertirse en su compañero, y Tempest, ahora con amnesia, siendo incapaz de respirar agua, donde se le había implantado una idea post-hipnótica advirtiéndole además de una próxima batalla. La batalla pronto ocurriría, y el Morador/Orín aparentemente muere. Se llamaría a la Liga de la Justicia para evaluar la situación de Orin, pero no podrían determinar si este estaría realmente murió o si de alguna manera podría ser resucitado debido a su nueva naturaleza mágica.
En Sword of Atlantis #57, el último número de la serie, Aquaman recibe la visita de la Dama del Lago, quien explica una parte de sus orígenes. El Aquaman original le había dado una muestra de su poder de la mano de agua al Doctor Curry para resucitar al hijo muerto de Curry, Arthur, quién le había nombrado como el nombre humano de Orin. Cuando Orin intentó rescatar Sub Diego, una parte de su alma se adhirió al cuerpo muerto de Arthur Joseph Curry, mientras que Orin se transformaba en el Morador. Culpándose a sí mismo por la muerte de Orin, su antecesor, el nuevo Aquaman jura que nunca más se volverá a llamarse "Arthur", absteniéndose de usar este nombre "robado", y que solamente preferirá llamarse de ahora en adelante Joseph en el futuro.
Joseph sería considerado como candidato para los nuevos Outsiders de Batman. Sin embargo, después de verlo en acción con Metamorpho, Batman decide ir en contra de su enlistamiento.
En su búsqueda por librar a la Tierra de todas las formas de kryptonita, Superman y Batman viajarían a gran profundidad por debajo del mar y se encontrarían con gran cantidad de ella. Aquaman y King Shark encuentran hostilidad con los dos. Siguiendo a este suceso una breve pelea, eventualmente, Joseph les permite tomar la kryptonita. Antes de hacerlo, señala que no todos quieren que Superman encuentre toda la kryptonita de la Tierra, y que tendría que ser al menos parte humano para saber eso.
Joseph Curry continuaría siendo apareciendo ahora como un rey suplente para Atlantis hasta posterior a la historia de "Crisis Final". Se revelaría que Joseph se retiró de su posición como rey debido a que no podía lidiar con la presión de continuar con el legado de Orin. Más tarde, Tempest encontraría el tridente y el disfraz de Joseph sobre el trono de Orin, confirmando que había abandonado sus deberes.

## Poderes y habilidades
- Adaptación acuática-anfibia
- Naturaleza Anfibia
- Empatía marina
- Sentidos mejorados (incluyendo visión en la oscuridad, infravisión, y es electromagnético).
- Visión mejorada
- Fuerza, agilidad, destreza, velocidad, resistencia y durabilidad sobrehumanas (incluso en las profundidades aplastantes del océano).
- Telepatía
- Dominación psiónica de la vida marina
- Factor de curación
- Resistencia sobrehumana al frío extremo
- Herramientas, armas, embarcaciones, y tecnología superiores otorgadas por las razas avanzadas de la Atlántida

- Combate de armamento con espadas atlante (Experto en esgrima).